# Літорал
Провінція Літорал - це одна з провінцій Екваторіальної Гвінеї. Провінція розташована на узбережжі Атлантичного океану, в континентальній частині країни (Ріо-Муні). Це найбільш населена провінція Екваторіальної Гвінеї. Столиця - місто Бата.

## Географія
Провінція розташована у контининентальній частині Екваторіальної Гвінеї. На заході межує з Гвінейською затокою, на півночі - з Камеруном, на півдні - з Габоном і на сході - з провінцією Сентро-Сур.

## Демографія
У 2001 році населення нараховувало 298 414 осіб, за даними Головного Управління Статистики Екваторіальної Гвінеї.

## Міста і райони
До провінції входять такі міста та райони.

### Міста
- Бата
- Мбіні
- Коґо
- Мачинда
- Бітіка
- Кориско (Острівне місто в бухті Кориско)
- Ріо-Кампо

### Райони
- Бата
- Мбіні
- Коґо

Острів Мбаньє на південь від Кориско контролюється Габоном.